# 도원수
도원수(都元帥)는 고려, 조선 시대 임시로 임명되었던 관직으로 품계는 정2품이다.

## 내용
일반적으로 도원수는 임시 관직으로 전쟁시 부여되며, 군정(軍政) 양쪽을 통솔하는 역할로 인해 보통 문관 중에서 최고위 관료가 임명되는 경우가 많았고, 또한 특정 지방 전체를 할당하여 그 지역 병권을 장악하였다.
임시 관직인 성향으로 인해 군 동원시 항시 도원수를 임명하는 것은 아니고, 외침이나 중앙 편제에 의해 집중이 강할수록 이런 현상이 두드러졌다. 고려 후기에 몽골족의 침입 이래 왜구 등의 외침이 잦아지자 각 지방에 원수를 두었는데, 원수 파견의 숫자가 증가하자 도원수 제도가 생겼고 함께 운영하였다. 고려사(高麗史) 및 고려사절요(高麗史節要)에 보면 고려 후기에 "서북면도원수"(西北面都元帥)가 자주 등장하는데, 이 관직은 상설 관직처럼 6개월 정도를 1기로 두어 임명되기도 했다. 조선 시대에는 대규모 군 동원이 있을 경우 임명하였다.
삼도수군통제사를 부하로 두는 직책이다.

## 사례
- 제2차 왜 정벌(1281년) 김방경(金方慶) - 왜(倭), 정동행성(征東行省)
- 홍건적의 난(1361년) 안우(安祐) - 개천(价川), 영변(寧邊), 박천(博川)
- 여진정벌(1479년) 윤필상(尹弼商) - 건주위(建州衛)
- 여진정벌(1491년) 허종(許琮) - 함경(咸鏡)
- 여진정벌(1491년) 이극균(李克均) - 서북면(西北面)
- 삼포왜란(1510년) 유순정(柳順汀) - 경상(慶尙)
- 을묘왜변(1555년) 이준경(李浚慶) - 전라(全羅)
- 임진왜란(1592년) 김명원(金命元) - 팔도(八道)
- 임진왜란(1593년) 권율(權慄) - 팔도(八道)
- 심하전투(1619년) 강홍립(姜弘立) - 오도(五道)
- 이괄의 난(1624년) 장만(張晩) - 팔도(八道), 심기원 - 한남(漢南)
- 병자호란(1636년) 김자점(金自點) - 서로(西路), 심기원 - 제도(諸道)

## 같이 보기
- 대원수
- 체찰사
- 삼도수군통제사